# Participantes Olímpicos Independientes en los Juegos Olímpicos de Barcelona 1992
El equipo de los Participantes Olímpicos Independientes (como el COI denominó la delegación formada por atletas de la República Federal de Yugoslavia y de la República de Macedonia en esa ocasión) estuvo representado en los Juegos Olímpicos de Barcelona 1992 por un total de 58 deportistas (52 yugoslavos y 6 macedonios) que compitieron en 13 deportes.  

## Medallistas
El equipo olímpico de los Participantes Olímpicos Independientes obtuvo las siguientes medallas:
| Nombre            | Deporte | Competición            |
| ----------------- | ------- | ---------------------- |
| Oro               |         |                        |
| —                 |         |                        |
| Plata             |         |                        |
| Jasna Šekarić     | Tiro    | Pistola de aire 10 m F |
| Bronce            |         |                        |
| Aranka Binder     | Tiro    | Rifle de aire 10 m F   |
| Stevan Pletikosić | Tiro    | Rifle 50 m M           |